# Райдер Скай
Ра́йдер Скай (англ. Ryder Skye; род. 13 октября 1983, Лос-Анджелес) — американская порноактриса.

## Карьера
С 2007 по 2019 год снялась в 219 порнофильмах. Работала в компаниях Brazzers, Hustler Video, Penthouse Video, Wicked Pictures и Vivid Entertainment. С 2010 по 2011 год делала перерыв в карьере в связи с лечением рака горла.

## Награды и номинации
| Год  | Награда          | Категория                             | Работа               | Результат |
| ---- | ---------------- | ------------------------------------- | -------------------- | --------- |
| 2008 | NightMoves Award | Лучшая новая старлетка                |                      | Номинация |
| 2009 | AVN Award        | Лучшая лесбийская сцена триолизма     | Babes Illustrated 17 | Номинация |
| 2009 | AVN Award        | Лучшая новая старлетка                |                      | Номинация |
| 2009 | AVN Award        | Crossover Star of the Year            |                      | Номинация |
| 2009 | F.A.M.E. Award   | Favorite Female Rookie                |                      | Номинация |
| 2009 | XBIZ Award       | Лучшая новая старлетка                |                      | Номинация |
| 2015 | XRCO Award       | Лучшее возвращение                    |                      | Победа    |
| 2016 | AVN Award        | Fan Award: Hottest MILF               |                      | Номинация |
| 2020 | XBIZ Award       | Лучшая сцена — Виртуальная реальность | Summer Vacation 2    | Номинация |